# Dorbach (Banfe)
Der Dorbach ist ein Bach im Stadtgebiet von Bad Laasphe im nordrhein-westfälischen Kreis Siegen-Wittgenstein. Nach etwas unter 3 km langem Lauf nach etwa Nordosten mündet er im Laaspher Ort Herbertshausen von links in die Banfe. 
Er ist nach der Typologie der Fließgewässer NRW ein kleiner Talauebach des Grundgebirges.

## Geographie

### Quelle
Quelle des Dorbachs ist die Zeiquelle, die auf etwa 486 m ü. NHN im Wald etwa 1,0 km westnordwestlich der Ortsmitte von Herbertshausen entspringt. An der mit einem beschrifteten Holzkreuz markierten Stelle an der Bergseite eines Waldweges tritt Wasser aus einer kleinen Nische im schräggeschichteten Fels.

### Verlauf
Der Dorbach fließt auf den ersten zwei Dritteln seines Laufes anfangs ostwärts, zuletzt südostwärts in einem Rechtsbogen. Der Bach durchquert anfangs Waldgebiet und ist dort mehrfach steil ins Gelände eingerissen. Nach etwa einem Kilometer erreicht er, wenig nachdem er den Wald hinter sich gelassen hat, den Ortsrand von Herbertshausen. Im Ort fließt er abschnittsweise verdolt.
Kurz bevor er dort den Rand der Banfetalstraße (L 718) erreicht, fließt von Westen her die etwas kleinere Zäune zu. Danach läuft der Dorbach in wenig Abstand bergseits der Banfetalstraße ostnordost- bis ostwärts, meist ohne höheren Bewuchs am grabenartigen Lauf.
Etwas nach den letzten Häusern von Herbertshausen kehrt er sich am Rande eines kleinen Wäldchens nach rechts, unterquert die Straße und fließt fünfzig Meter weiter von links und auf etwa 352 m ü. NHN in die Banfe ein.
Der Dorbach mündet nach einem 1,9 km langem Lauf mit mittlerem Sohlgefälle von etwa ca. 70 ‰ rund 134 Höhenmeter unterhalb der Zeiquelle.

### Einzugsgebiet
Der Dorbach hat ein 1,5 km² großes Einzugsgebiet, das im Rothaargebirge liegt und politisch zur Stadt Bad Laasphe gehört. Der mit etwa 563,4 m ü. NHN höchste Punkt liegt an der nördlichen Wasserscheide auf dem Waldberg Geiersnest. Der einzige Siedlungsplatz darin ist der Ort Herbertshausen.
Angrenzende Einzugsgebiete sind im Westen das der Ilse, die noch vor der Banfe in die Lahn mündet, im Norden und Nordosten das des Breitenbachs, des nächsten linken Banfe-Zuflusses. Im Süden konkurriert ein kurzer Zufluss aus der Talmulde Immenseifen, der oberhalb beim aufwärtigen Talort Banfe in die Banfe mündet. 

### Zuflüsse
- Zäune, von rechts und Westen auf etwa 360 m ü. NHN an der Einmündung der Herbertshäuser Straße in die Banfestraße, ca. 0,9 km und ca. 0,4 km². Entsteht auf etwa 435 m ü. NHN am Rande eines Wirtschaftswegs in der Waldinsel Elsacker.[1]